# Іванов В'ячеслав Іванович
В'ячеслав Іванович Іванов (16 [28] лютого 1866, Москва — 16 липня 1949 Рим) — російський поет-символіст, філософ, перекладач, драматург, літературний критик, доктор філологічних наук, ідеолог діонісійства. Яскравий представник «Срібного століття». Водночас с Велимиром Хлєбниковим був одним з перших Голів земної кулі.

## Біографія

### Ранні роки. Життя за кордоном
Народився в родині землеміра Івана Евстіхійовича Іванова (1816—1871). Мати — Олександра Дімітріївна Преображенська (1824—1896). Закінчивши Першу Московську гімназію, одружився з Дарією Михайлівною Дмитрівською.
Продовжив навчання спершу на історико-філологічному факультеті Московського університету (1884—1886, два курси), потім в Берлінському університеті (1886—1890), де, крім філології, багато займався історією під керівництвом Моммзена (Іванова називають одним з останніх його учнів), а також філософією. У 1896 році Гіршфельд і Моммзен прийняли його дисертацію про податки в Римській імперії, написану латиною, але усний іспит на вчений ступінь Іванов не здавав. На Іванова найбільший вплив мали Ніцше, Володимир Соловйов, слов'янофіли, німецькі романтики (Новаліс, Фрідріх Гельдерлін). Сам Іванов стверджує, що більше, ніж Соловйов, впливав на нього Володимир Ерн.
Багато подорожував — починаючи з 1891 року, об'їхав значну частину Європи (жив деякий час в Афінах, потім в Женеві), відвідав Палестину (1902), Єгипет. Жив переважно в Італії та Росії (остаточно переселився в Італію в 1924 році).

## Особисте життя
Був геєм або бісексуалом. Протягом 1906 Іванов і його дружина зблизилися з С. М. Городецьким з метою утворення «духовно-душевно-тілесного зливка з трьох живих людей». Ця дружба дала Іванову нові теми, і в 1907 він випустив збірку «Ерос». Відносини Іванова з Городецьким сучасники вважали більш ніж дружніми. Втім, потяг до Городецького вичерпав латентну гомосексуальність Іванова. за свідченням сучасників (наприклад, М. Волошина) відносини В'ячеслава Іванова та Городецького сприймалися однозначно любовними.
Іванов у той період вважав себе латентним гомосексуалом, і навіть писав у щоденнику про закоханість у Валерія Брюсова, втім, навіть не вербалізовану.

## Доробок

### Поезія
- Стернові зорі (рос. Кормчие звёзды) (1903)
- Прозорість (рос. Прозрачность) (1904)
- Cor Ardens (5 поетичних книг у 2 томах) (1911)

### Проза
- Повість про Світомира царевича[ru] (1971)

### Критика та есеїстика
- Борозни й межі: естетичні та критичні досліди (рос. Борозды и межи) (1916)
- Рідне та всесвітнє (рос. Родное и вселенское: статьи) (1917)
- Листування з двох кутів (рос. Переписка из двух углов) (у співавторстві з Михайлом Гершезоном[ru]) (1922)

### Наукові праці
- De societatibus vectigalium publicorum populi romani (1910)
- Достоєвський і роман-трагедія (рос. Достоевский и роман-трагедия) (1911)
  - перероблене видання німецькою: Dostojewskij. Tragödie — Mythos — Mystik (1932)
- Діоніс і прадіонісійство (рос. Дионис и прадионисийство) (1921)

### Переклади
- Алкей і Сапфо (рос. Алкей и Сафо) (1914)

### Зібрання творів
- Зібрання творів у 4-х томах (1971—1989)  [Архівовано 25 липня 2020 у Wayback Machine.]